# Caro Caratti
Caro Matteo Caratti noto anche come Carlo Caratti (Visone, 14 maggio 1895 – Asti, 5 giugno 1980) è stato un pittore italiano.

"Solitudine" (ante 1942).

Laureato in farmacia, si avvicinò all’arte da autodidatta, studiando poi la tecnica della xilografia e dell’acquaforte con Marcello Boglione. Espose per la prima volta nel 1919, a Reggio Emilia. Fu insignito del premio Città di Alessandria nel 1943, del Grumbacher Merit award (Lakeland) nel 1952, del premio Medici Domus (Legnano) nel 1957 e dei premi Ravizza (Genova) e Alfa (Bologna), entrambi nel 1958. Fu direttore dei Musei civici di Asti e nel 1972 promosse la fondazione del museo d’arte moderna Musarmo di Mombercelli. Insieme a Emanuele Laustino, fu maestro del pittore e scultore astigiano Carlo Carosso.
La tematica preferita di Caratti è legata alla rappresentazione di ambientazioni tipiche della sua terra di origine, di cui ritroviamo sia paesaggi naturali che scorci rurali e urbani, non raramente arricchiti dalla presenza di figure umane. Diverse sue opere sono attualmente conservate nei municipi di Visone e di Acqui Terme, nei Musei civici di Asti, nel Musarmo di Mombercelli e nella Casa madre dei Mutilati a Roma. 
A Carlo Caratti sono intitolate una via ad Acqui Terme e una ad Asti.

"Cieco mendicante" (ante 1935)

## Bibliografia

"Cortile rustico" (s.d.)